# (55637) 2002 UX25
(55637) 2002 UX25 er et stort objekt i Kuiperbæltet. Det blev opdaget af Spacewatchprogrammet den 30. oktober 2002 ved Kitt Peak-observatoriet. Dets gennemsnitlige afstand til solen er 42,7 AU. Objektet bliver normalt af forskellige kilder kvalificeret som en cubewano eller en scattered disc.

## Måne
Den 26. august 2005 opdagede Mike Brown og T.A. Suer en måne ved hjælp af Hubble-rumteleskopet. Afstanden til månen er 5000 km og omløbstiden anslås til omkring 8 dage. Månens diameter er 205±55 km.